# Dream Market
Dream Market — нелегальный онлайн-рынок, работавший на платформе Tor с ноября 2013 года по апрель 2019 года. Платформа использовалась для торговли запрещёнными товарами и услугами, такими как наркотики, поддельные документы и украденные данные. Dream Market был одним из крупнейших и наиболее популярных торговых площадок в теневом сегменте интернета и часто рассматривался как преемник закрытых рынков Silk Road и AlphaBay.

## История
Dream Market был основан в ноябре 2013 года пользователем с псевдонимом SpeedStepper. В условиях активной борьбы с нелегальной торговлей в даркнете, Dream Market избрал стратегию минимального привлечения внимания, что позволило ему оставаться стабильным и популярным в течение нескольких лет. После закрытия Silk Road в 2013 году, а затем и AlphaBay и Hansa в 2017 году, Dream Market привлёк множество новых пользователей и стал одним из основных рынков даркнета.

## Особенности
Платформа использовала анонимные криптовалюты, что повышало уровень конфиденциальности транзакций. Для защиты пользователей Dream Market применял систему эскроу, замораживая средства до завершения сделки. Начиная с 2017 года, сайт внедрил поддержку Monero, ориентируясь на повышение уровня анонимности.

## Проблемы с безопасностью и атаки
В 2018 году сайт подвергся мощным DDoS-атакам, в ходе которых злоумышленники требовали выкуп в размере 400 тысяч долларов США. Администрация отказалась платить, однако частые сбои в работе платформы привели к росту недовольства среди пользователей. Эти атаки и другие проблемы с безопасностью, вероятно, поспособствовали решению о закрытии сайта.

## Закрытие
В марте 2019 года администрация Dream Market объявила о планируемом закрытии 30 апреля того же года. Пользователям было предложено вывести средства, что вызвало слухи о том, что сайт мог быть скомпрометирован правоохранительными органами. Эти подозрения усилились после ареста одного из модераторов Гала Валлериуса, известного как OxyMonster, который согласился сотрудничать с властями.